# Paulo Pereira
Paulo Antonio do Prado Pereira, meglio noto come Paulo Pereira (Campinas, 27 agosto 1965), è un ex calciatore brasiliano, di ruolo difensore.

## Carriera
Inizia la carriera nel São Bento, club nel quale milita sino al 1987, anno in cui è ingaggiato dai messicani del Monterrey. Con i messicani ottiene il quarto posto del Gruppo 4 nella Primera División de México. Nel 1988 si trasferisce in Europa, in Portogallo, al Porto. Con i Dragões vince i campionati 1989-1990 e 1991-1992. Lascia il Porto nella stagione 1992-1993 per giocare nel Vitória Guimarães, con cui si piazza all'undicesimo posto della Primeira Divisão.
L'anno seguente torna con i Dragões, dove ottiene un secondo posto. Lascia definitivamente il Porto nel 1994 per giocare con il Benfica con cui ottiene un terzo posto nel 1995 ed un secondo nel 1996. Nel settembre 1996 si trasferisce in Italia, al Genoa che milita nella Serie B 1996-1997.
In rossoblu esordisce il 22 settembre 1996 nella vittoria casalinga per 3-0 contro il Cosenza. Nella sua prima stagione italiana sfiora la promozione in massima serie, concludendo il campionato al quinto posto, ad un punto dal Bari. La stagione seguente si conclude con il nono posto. Gioca la Serie B 1998-1999 tra le file della Reggina, ottenendo con i calabresi la promozione in Serie A.

## Palmarès

### Club
- Campionato portoghese: 2

Porto: 1989-1990, 1991-1992